# José Leitão de Barros
José Júlio Marques Leitão de Barros GOC • ComSE (Santa Isabel, Lisboa, 22 de outubro de 1896 – São Mamede, Lisboa, 29 de junho de 1967) foi um professor, cineasta, jornalista, dramaturgo e pintor português, que se distingue dos da sua geração pelo sentido estético das suas obras e por antecipar, sem bases teóricas, todo um movimento cinematográfico que se dedicou à prática da antropologia visual. É o autor da primeira docuficção portuguesa e segunda etnoficção mundial na história do cinema (Maria do Mar, 1930), tendo sido Moana (1926), de Robert Flaherty, a primeira.

## Biografia
Filho de Joaquim José de Barros, militar, primeiro-tenente da Armada, natural do Porto (freguesia de Santo Ildefonso), e de sua mulher D. Júlia Amélia Marques Leitão, natural de Lisboa (freguesia de Santa Isabel). O seu irmão Carlos Joaquim Marques Leitão de Barros foi também tenente, Cavaleiro e Oficial da Ordem Militar de Avis e Oficial da Ordem de Benemerência, e a sua irmã Teresa Emília Marques Leitão de Barros foi Dama da Ordem Militar de Sant’Iago da Espada.
Frequentou a Faculdade de Ciências e também a Faculdade de Letras da Universidade de Lisboa. Depois de concluir um curso da Escola Normal Superior de Lisboa, foi professor do ensino secundário (desenho, matemática). Tirou também o curso de arquitectura na Escola de Belas-Artes. Expôs várias obras de pintura em museus portugueses, em Espanha, no Museu de Arte Contemporânea de Madrid e ainda no Brasil.
A 17 de agosto de 1923, casou civilmente na Amadora (então uma freguesia do concelho de Oeiras) com Helena Roque Gameiro, artista plástica e filha do aguarelista Alfredo Roque Gameiro, com quem teve dois filhos, José Manuel e Maria Helena.
Dramaturgo, peças suas subiram à cena em Lisboa, no Teatro Nacional e noutras salas. Cenógrafo, responsabilizou-se pela montagem de muitas peças. Jornalista, dirigiu a revista Notícias Ilustrado (1928-1935) e colaborou, por exemplo, nos jornais O Século, A Capital, e ABC, na revista Contemporânea (1915-1926). Fundou e dirigiu O Domingo Ilustrado (1925-1927), e Século Ilustrado. O seu nome consta da lista de colaboradores da revista de cinema Movimento (1933-1934) e também no Boletim do Sindicato Nacional dos Jornalistas (1941-1945). Foi o principal animador da construção dos estúdios da Tobis Portuguesa, concluídos em 1933 em conjunto com a qual realizou mais tarde, em 1966, o filme "A Ponte Salazar sobre o Rio Tejo em Portugal".
Celebrizado pela sua carreira cinematográfica, Leitão de Barros deixou também marcas duradouras no jornalismo português. Em 1938, foi protagonista de uma longa entrevista à rainha Dona Amélia em Paris, publicada nas páginas de "O Século" e "O Século Ilustrado". A peça terá sido um instrumento de propaganda para aproximar a rainha viúva do Estado Novo e a monarca aproveitou a oportunidade para gabar algumas das obras do salazarismo. Anos antes, em 1932, quando ainda trabalhava no "Notícias Ilustrado", Leitão de Barros protagonizou outro caso célebre, dando cobertura à alegação infantil de que um sósia de António Oliveira Salazar estava representado nos Painéis de São Vicente. A informação foi relatada entusiasticamente pelo suplemento do Diário de Notícias, conferindo uma aura providencial ao ditador. Organizou, a partir de 1934, vários cortejos históricos e marchas populares das Festas da Cidade, actividade que regularmente manteve durante a década seguinte. Foi secretário-geral da Exposição do Mundo Português e responsável pela organização da ‘’Feira Popular’’ de Lisboa (1943). Foi director da Sociedade Nacional de Belas-Artes.
Interessou-se, entretanto, pelo cinema: Malmequer e Mal de Espanha (1918) foram os seus primeiros filmes. Neles se salientam duas tendências: a evocação histórica dos temas e a crónica anedótica. Assimilou, por influência de Rino Lupo, o conceito de filme pictórico, desenvolvido por Louis Feuillade, o do Film Esthétique, e depois algumas das ideias formais do cinema soviético teorizadas por Eisenstein.
Com o documentário Nazaré (1927), retomando um tema já explorado pelo francês Roger Lion em 1923, registou aspectos de rude beleza plástica e de aguda observação humana, tal como no filme Lisboa, Crónica Anedótica de uma Capital (1930), em que misturou actores conhecidos com a gente da rua, antecipando assim tendências modernas. No mesmo ano, rodou ainda na Nazaré a Maria do Mar. Depois filmou A Severa (1931), o primeiro filme sonoro português. Ala Arriba! (1942), escrito por Alfredo Cortês, apresentava os pescadores da Póvoa de Varzim com uma força dramática pouco vulgares. A Bienal de Veneza deu-lhe um dos seus prémios. Seria, a partir dos anos sessenta, um dos cineastas preferidos do regime. Publicou também Elementos de História de Arte e, em livro, Os Corvos (crónicas publicadas no jornal Diário de Notícias).
A 4 de Setembro de 1935 foi feito Comendador da Ordem Militar de Sant'Iago da Espada e a 4 de Março de 1941 foi feito Grande-Oficial da Ordem Militar de Cristo.
Uma vasta obra e fervilhantes décadas de produção marcaram a vida deste homem, desde a aquarela ao cinema, passando pelo ensino e arquitectura. 
A 29 de junho de 1967, morreu aos 70 anos, vítima de um tumor retroperitoneal, em sua casa, na Rua do Arco a S. Mamede, n.º 44, 1.º andar, freguesia de S. Mamede, em Lisboa, em 1967. Foi sepultado no Cemitério dos Prazeres.

## Filmografia
- Mal de Espanha (1918)
- O Homem dos Olhos Tortos (1918) (inacabado)
- Malmequer (1918)
- Sidónio Pais - Proclamação do Presidente da República (1918) (esta obra não sobreviveu)
- Nazaré, Praia de Pescadores (1929) (perdeu-se a 2ª parte do filme)
- Festas da Curia (1927)
- Lisboa (1930)
- Maria do Mar (1930)
- A Severa (1931)
- As Pupilas do Senhor Reitor (1935)[13]
- Bocage (1936)
- Las Tres Gracias (1936)
- Maria Papoila (1937)
- Legião Portuguesa (1937)
- Mocidade Portuguesa (1937)
- Varanda dos Rouxinóis (1939)
- A Pesca do Atum (1939)
- Ala-Arriba! (1942)
- A Póvoa de Varzim (1942)
- Inês de Castro (1944)
- Camões (1946) realizador[14]
- Vendaval Maravilhoso (1949) realizador, co-autor[15][16]
- Comemorações Henriquinas (1960)
- A Ponte da Arrábida Sobre o Rio Douro (1961)
- Escolas de Portugal (1962)
- A Ponte Salazar Sobre o Rio Tejo (1966)